# No-Man
I No-Man sono un gruppo musicale britannico, formatosi nel 1986 e costituito dal cantante Tim Bowness e dal polistrumentista Steven Wilson.

## Formazione
Attuale
- Tim Bowness – voce, cori (1986-presente)
- Steven Wilson – strumentazione, cori (1986-presente)

Ex-componenti
- Ben Coleman – violino (1986-1994)

Turnisti
- Stephen Bennett – tastiera
- Pete Morgan – basso
- Michael Bearpark – chitarra
- Steve Bingham – violino
- Andy Booker – acustica, batteria

## Discografia

### Album in studio
- 1993 – Loveblows & Lovecries - A Confession
- 1994 – Flowermouth
- 1996 – Wild Opera
- 2001 – Returning Jesus
- 2003 – Together We're Stranger
- 2008 – Schoolyard Ghosts
- 2019 – Love You to Bits

### Album di remix
- 1995 – Flowermix

### Album dal vivo
- 2012 – Love and Endings

### Raccolte
- 1991 – Lovesighs - An Entertainment
- 1998 – Radio Sessions 1992-96
- 2001 – Lost Songs: Volume One
- 2006 – All the Blue Changes - An Anthology 1988-2003

### EP
- 1989 – The Girl from Missouri (pubblicato come No Man Is an Island)
- 1991 – Days in the Trees
- 1993 – Painting Paradise E.P.
- 1995 – Heaven Taste
- 1997 – Dry Cleaning Ray
- 1998 – Carolina Skeletons
- 2003 – All That You Are

### Demo
- 1993 – Speak

### Singoli
- 1990 – Colours
- 1992 – Ocean Song
- 1993 – Sweetheart Raw
- 1993 – Only Baby
- 1994 – Taking It Like a Man
- 1996 – Housewives Hooked on Heroin
- 2007 – The Break-Up for Real
- 2009 – Wherever There Is Light
- 2019 – Love You to Bits

## Videografia
- 2009 – Mixtaped